# Törpebülbül
A törpebülbül (Eurillas gracilis) a madarak osztályának verébalakúak (Passeriformes) rendjébe és a bülbülfélék (Pycnonotidae) tartozó családja tartozó faj.

## Rendszerezése
A fajt Jean Cabanis német ornitológus írta le 1880-ban, az Andropadus nembe Andropadus gracilis néven. Sorolták a Pycnonotus nembe Pycnonotus gracilis néven is.

## Alfajai
- Eurillas gracilis extremus (Hartert, 1922) – nyugat-Guineától Togóig és délnyugat-Nigériáig;
- Eurillas gracilis gracilis (Cabanis, 1880) – délkelet-Nigériától közép-Kongói Demokratikus Köztársaságig és észak-Angoláig;
- Eurillas gracilis ugandae (van Someren, 1915) – közép-Kongói Demokratikus Köztársaságtól közép-Ugandáig és nyugat-Kenyáig.

## Előfordulása
Nyugat- és Közép-Afrikában, Angola, Kamerun, a Közép-afrikai Köztársaság, a Kongói Demokratikus Köztársaság, a Kongói Köztársaság, Elefántcsontpart, Egyenlítői-Guinea, Gabon, Ghána, Guinea, Kenya, Libéria, Nigéria, Sierra Leone, Tanzánia, Togo, és Uganda területén honos.
Természetes élőhelyei a szubtrópusi vagy trópusi síkvidéki és hegyi esőerdők, mocsári erdők és szavannák, valamint ültetvények és szántóföldek. Állandó, nem vonuló faj.

## Megjelenése
Testhossza 16 centiméter, testtömege 18–28 gramm.

## Életmódja
Gyümölcsökkel, magvakkal és ízeltlábúakkal táplálkozik.

## Természetvédelmi helyzete
Az elterjedési területe rendkívül nagy, egyedszáma pedig stabil. A Természetvédelmi Világszövetség Vörös listáján nem fenyegetett fajként szerepel.